# Крейман, Борис
Борис Крейман (англ. Boris Kreiman; род. 7 июня 1976, Москва) — американский шахматист, гроссмейстер (2004).

## Ранние годы
Борис Крейман родился в Москве, но в возрасте тринадцати лет эмигрировал в США, в Бруклин, в район Брайтон Бич.
Крейман начал шахматные тренировки в России в возрасте пяти лет в шахматной школе. В Америке тренировался у Гаты Камского, затем у Алексея Ермолинского.

## Шахматная карьера
За карьеру выиграл более двадцати международных шахматных турниров, принимал участие в трёх чемпионатах мира по шахматам среди юниоров и в трёх американских чемпионатах. Больше десяти лет был шахматным тренером.
В 1993 и 1996 годах выиграл молодёжный чемпионат США. В 2002 году  завоевал 3-е место на чемпионате США в Сиэтле, получил «Стипендию Сэмфорда».
Основал Шахматную академию Креймана в Лос-Анджелесе.

## Изменения рейтинга
| Графики недоступны из-за технических проблем. См. информацию на Фабрикаторе и на mediawiki.org. |